# Vignonet
Vignonet település Franciaországban, Gironde megyében. Lakosainak száma 483 fő (2022. január 1.). Vignonet Cabara, Saint-Émilion hegyközség, Saint-Laurent-des-Combes, Saint-Pey-d’Armens, Saint-Sulpice-de-Faleyrens és Sainte-Terre községekkel határos.

## Népesség
A település népessége az elmúlt években az alábbi módon változott:
| Lakosok száma | 640  | 580  | 582  | 507  | 531  | 510  | 498  | 503  | 498  | 483  |
|               | 1968 | 1982 | 1990 | 2006 | 2013 | 2015 | 2017 | 2019 | 2020 | 2022 |